# Ecliptopera odontoplia
Ecliptopera odontoplia là một loài bướm đêm trong họ Geometridae.